# Josip Dujmović
Josip Dujmović (Zenica, 26. april 1955) bosanskohercegovački je novinar i muzički publicista.

## Biografija
Pohađao je gimnaziju u Zenici i 1974. godine na Filozofskom fakultetu u Zagrebu upisao studije književnosti (slavistika i sociologija).

## Novinarski rad
Za vrijeme studija počeo se baviti novinarstvom i tokom 1976. honorarno je radio u zagrebačkom Večernjem listu, te u zeničkim lokalnim novinama Naša riječ, da bi se u istim novinama profesionalno zaposlio 1977. godine i studije nastavio kao vanredni student. 
Za novinske reportaže u dvije godine uzastopno je dobio godišnju zeničku novinarsku nagradu i potom počeo raditi na Radiju Zenica, prvo kao urednik jutarnjeg programa, a potom kao urednik muzičko-revijalnog programa.
Na Radiju Zenica Josip Dujmović je radio do 1990. godine. Uz redovne rok emisije (Nedjeljne vibracije, Top lista), realizovao je i nekoliko posebnih projekata: seriju od deset godišnjih „rođendanskih” rok koncerata Radija Zenica na fudbalskom stadionu (1980—89), na kojima su nastupili gotovo svi najznačajniji bendovi tog vremena (Crvena jabuka, Zabranjeno pušenje, Vatreni poljubac, Leb i sol, Galija, Bajaga i Instruktori, Plavi orkestar, Dino Merlin, Valentino, Prljavo kazalište, Riblja čorba, Đavoli, Aerodrom, Film itd.), zatim izbor 100 vječnih pjesama roka (1981), vikend-lajv noćni program (1981—1983), te 59-satni radijski maraton, kada je 1982. godine bez prekida vodio emisiju od petka večeri do ponedjeljka ujutro.
Sarađivao je u muzičkom časopisu Džuboks 1981. i 1982. godine, kao stalni član redakcije.

## Rad na filmu
Godine 1990. napustio je Radio Zenicu i osnovao kompaniju "Tropik film i video",  prvu privatnu filmsku kompaniju u Bosni i Hercegovini, baveći se videotekarstvom, te video i filmskom distribucijom.
Od 1994. do 2000. godine živio je Zagrebu i vodio privatnu video distributersku kompaniju. Među ostalim izdanjima, ova je kompanija (Tropik film i video, kasnije Bonus film) realizovala je prvu video kolekciju antologijskih hrvatskih igranih filmova i filmova iz susjednih zemalja. Osnivač je i direktor prvog festivala muzičkog dokumentarnog filma u BiH, ‘’dokuMfest’’, pokrenutog 2016. godine.

## Rad na muzičkoj sceni
Povratkom u Zenicu 2000. godine, prestao se baviti filmskom distribucijom i 2001. godine pokrenuo je Heineken Music Fest, demo-rok festival na kojem je godišnje nastupalo 40-ak demo grupa iz svih zemalja eks-Jugoslavije (nagrađene grupe: Southern Storm, Bilk, Flayer, Father, Beware).
U prvom domaćem  šou-programu Televizije OBN 2003. godine bio je predsjednik žirija.
Godine 2002. utemeljio je godišnju BH muzičku nagradu Davorin, koja je 2006. godine postala regionalna nagrada za najbolja muzička ostvarenja u BiH, Hrvatskoj i Srbiji.
Glavni je urednik specijalizovanog regionalnog muzičkog portala Glas.ba, pokrenutog 2007. godine.
Producirao je dva muzička albuma: 
- (2) - 1999. (One Records, 2002) i
- Indexi - U Inat Godinama (1964-1999 Antologija, Croatia Records, 2007).[4]

### Indeksi:U inat godinama
Autor je romansirane biografije Indeksa U inat godinama i istoimene fotomonografije, koja je u izdanju Kvatro medije objavljena u septembru 2006. godine.
Uz promociju knjiga organizovao je koncert „Indexi i prijatelji - u inat godinama”, na kojem su 12. septembra 2006. u sarajevskoj Zetri nastupili članovi Indeksa: Fadil Redžić, Ranko Rihtman, Miroslav Šaranović, Nenad Jurin, Kornelije Kovač, Vlado Pravdić, Peco Petej, Sinan Alimanović, Milić Vukašinović, Slobodan Misaljević, Ismet Nuno Arnautalić, Đorđe Uzelac, te kao gitaristi Vernes Ljuštaku i Zele Lipovača. Pjesme Indeksa iz svih razdoblja izvodili su Zoran Predin (Lačni Franz), Bisera Veletanlić, Željko Bebek, Nermin Puškar, grupa MI 2, Igor Vukojević, Mladen Vojičić Tifa, Dado Topić, Severina, Aki Rahimovski, Hari Varešanović, Natali Dizdar, Masimo Savić, Bubi, Boris Novković, Ivica Šarić, Maja Milinković i Halid Bešlić.

## Književni rad
U sezoni 1987/88 u zeničkom Narodnom pozorištu izveden je mjuzikl S okusom smoga (režija: Zoran Ristović), za koji je Josip Dujmović napisao priču i stihove songova.
Godine 1994. godine objavio je ratni ljubavni roman Krici iz mračnog doma.

## Spoljašnje veze
- Josip Dujmović на веб-сајту  (језик: енглески)
- Radio-televizija Zenica
- Muzički portal i muzička pop rok enciklopedija Архивирано на веб-сајту  (28. јануар 2021)